# Ключ 2
Ключ 2 (иер. ⼁) со значением «вертикальная черта», второй по порядку из 214 традиционного списка иероглифических ключей, используемых при написании иероглифов. Может употребляться самостоятельно в качестве иероглифа с тем же значением. В КНР, где используется список из 201 знака, также считается вторым по порядку. Составляет восемь принципов юн.

Ключ 2

В словаре Канси под этим ключом содержится только 21 символ (из 49 030).

## Примеры

永 (永字八法 Yǒngzì Bāfǎ)

| Дополнительные черты | примеры        |
| -------------------- | -------------- |
| 0                    | 丨             |
| 1                    | 丩             |
| 2                    | 个 丫          |
| 3                    | 中 丮 丯 丰 书 |
| 4                    | 丱             |
| 6                    | 串             |
| 7                    | 丳             |
| 8                    | 临             |
| 9                    | 丵             |